# Charlie Delahay
Frederick Charles Delahay, detto Charlie (Pembroke, 19 marzo 1905 – Muskoka, 17 marzo 1973), è stato un hockeista su ghiaccio canadese.

## Palmarès

### Olimpiadi invernali
- Oro a Sankt Moritz 1928 nell'hockey su ghiaccio.